# Deir Turmanin
Deir Turmanin, také Turmanin, Termanin bylo raně byzantské město v oblasti Zaniklých sídel v severozápadní Sýrii. Již prakticky zaniklý klášterní kostel z konce 5. století byl jednou z nejvelkolepějších staveb regionu.

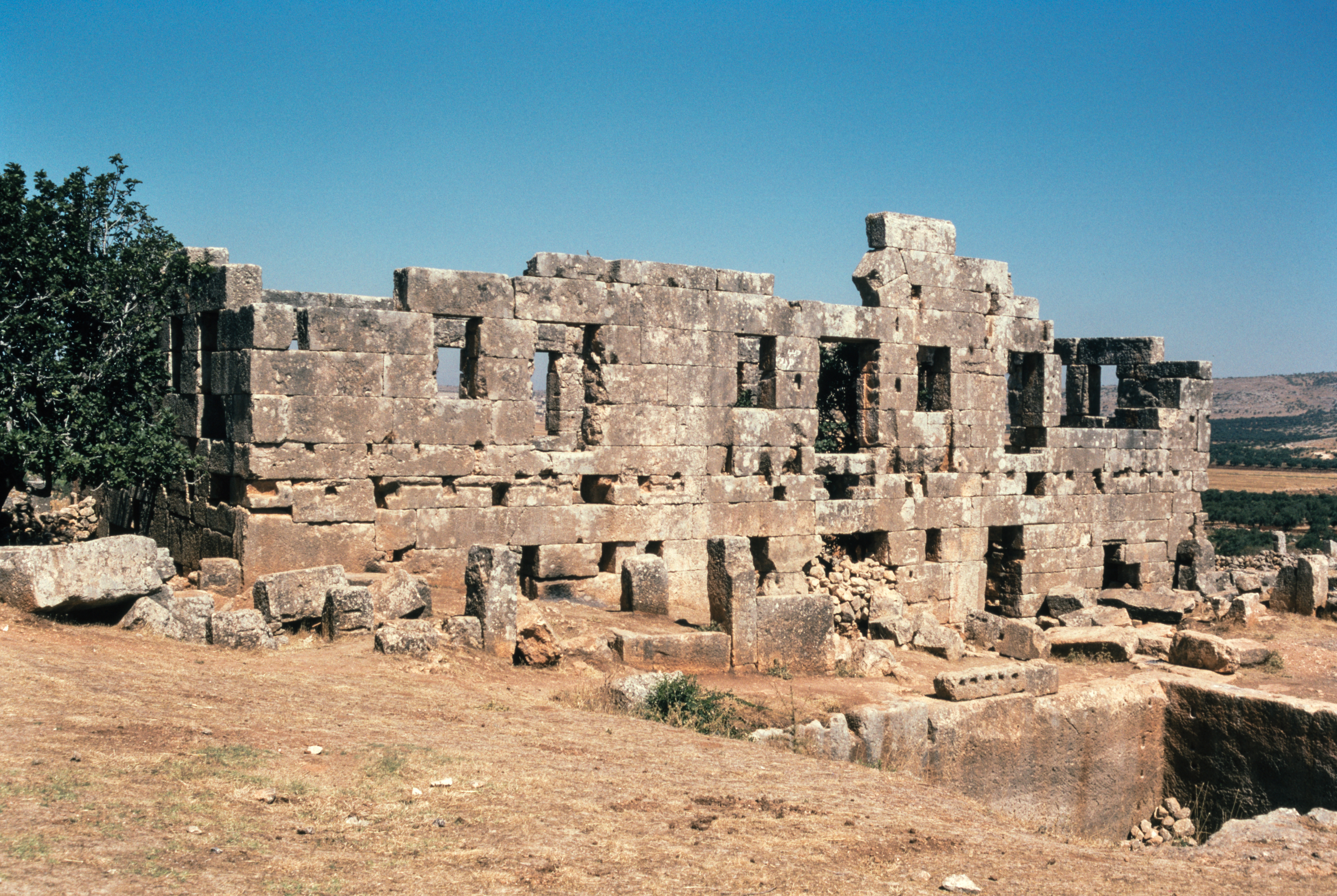
Dormitorium od jihovýchodu, v popředí cisterna

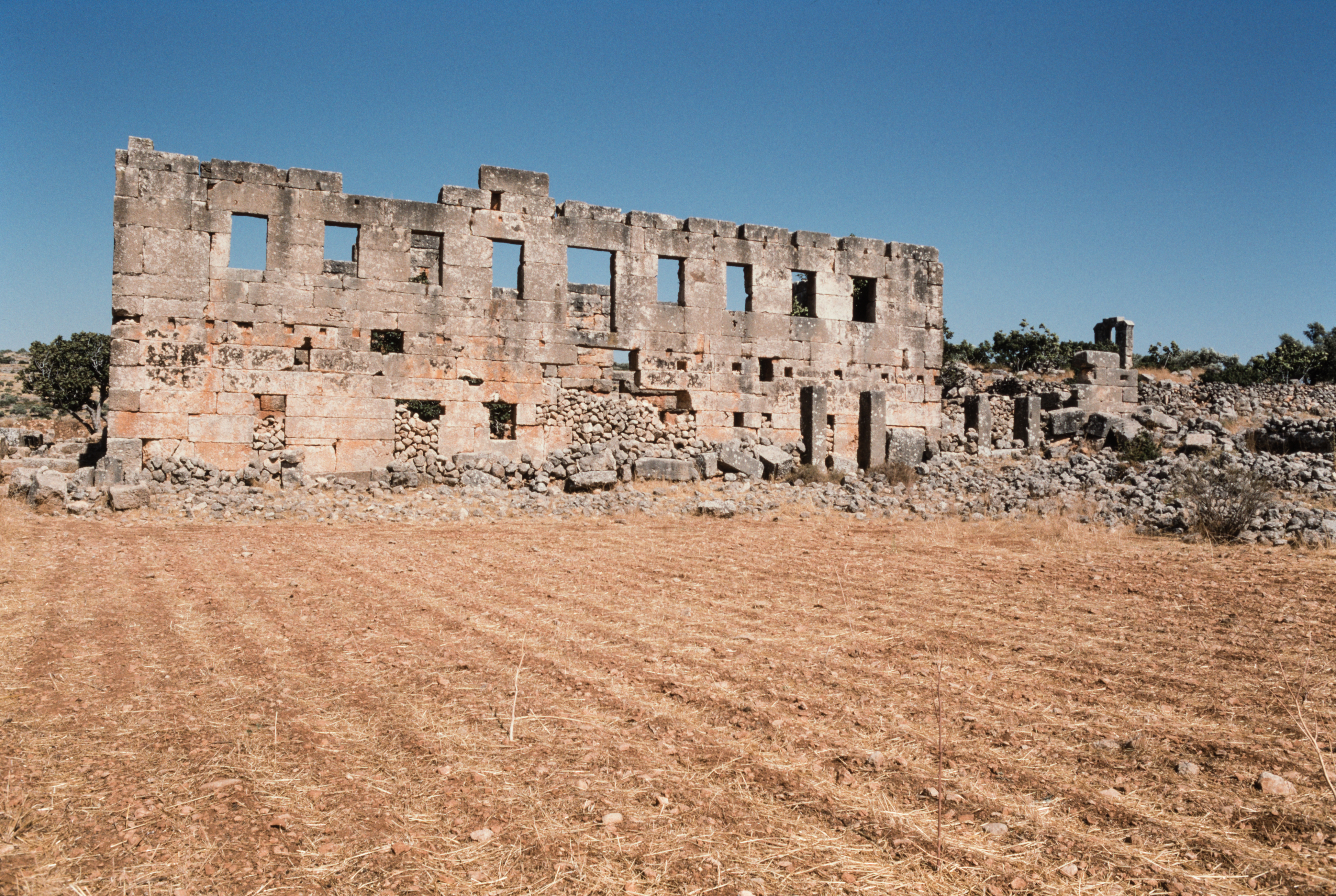
Západní strana dormitoria; napravo (jižně) jsou zbytky kostela: uprostřed hromady kamení je vidět okenní oblouk jižního průčelí.

Deir Turmanin se nachází v Guvernorátu Idlib severně od hlavní silnice, která vede na západ z Aleppa k tureckému hraničnímu přechodu Bab al-Hawa. Deir Turmanin se nachází v nadmořské výšce 428 metrů pět kilometrů na východ od Dany a asi jedenáct kilometrů jižně od raně byzantského klášterního města Deir Seman. Pozůstatky starověkého osídlení se nacházejí na mírné vyvýšenině na okraji obilných polí mimo moderní vesnici.

## Dějiny
Oblast byla osídlena již v římských dobách, jak dokazuje hrobka z 2. století n. l. dochovaná v Daně. Několik kilometrů jihovýchodně od Deir Turmanin se dochoval úsek římské silnice mezi Aleppem a Antiochií. Místo bylo v rozkvětu od 4. do 7. století.
Uprostřed byl klášterní komplex s kostelem a několika obytnými a hospodářskými budovami. Vnější zdi jedné z těchto velkých budov z vápencových kvádrů bez malty se dochovaly až do výšky druhého patra. Jde o bývalý dormitář kláštera ve venkovském jednoduchém stylu s pravoúhlými neprofilovanými okenními otvory. Přístavky spočívaly na masivních pilířích. Dormitář sousedil s bazilikou na severu. Menší zbytky zdi se dochovaly i dále severněji a západněji od baziliky.

## Bazilika

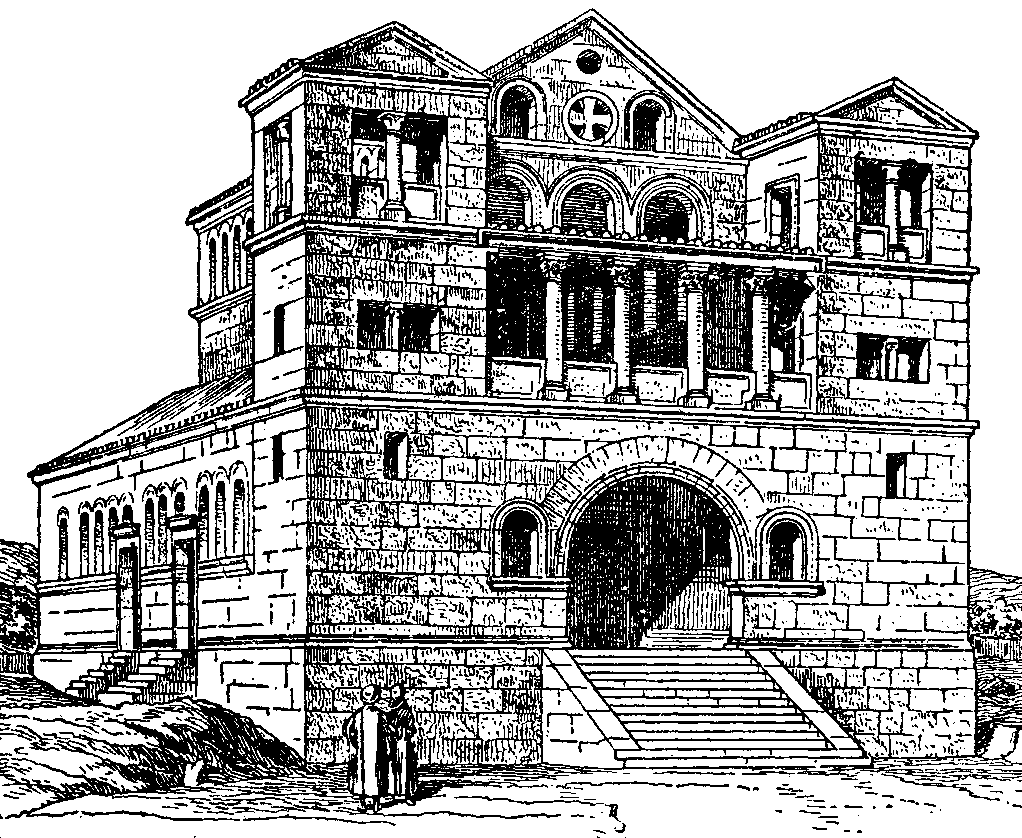
Západní průčelí baziliky, jak je rekonstruoval de Vogüé, 1877

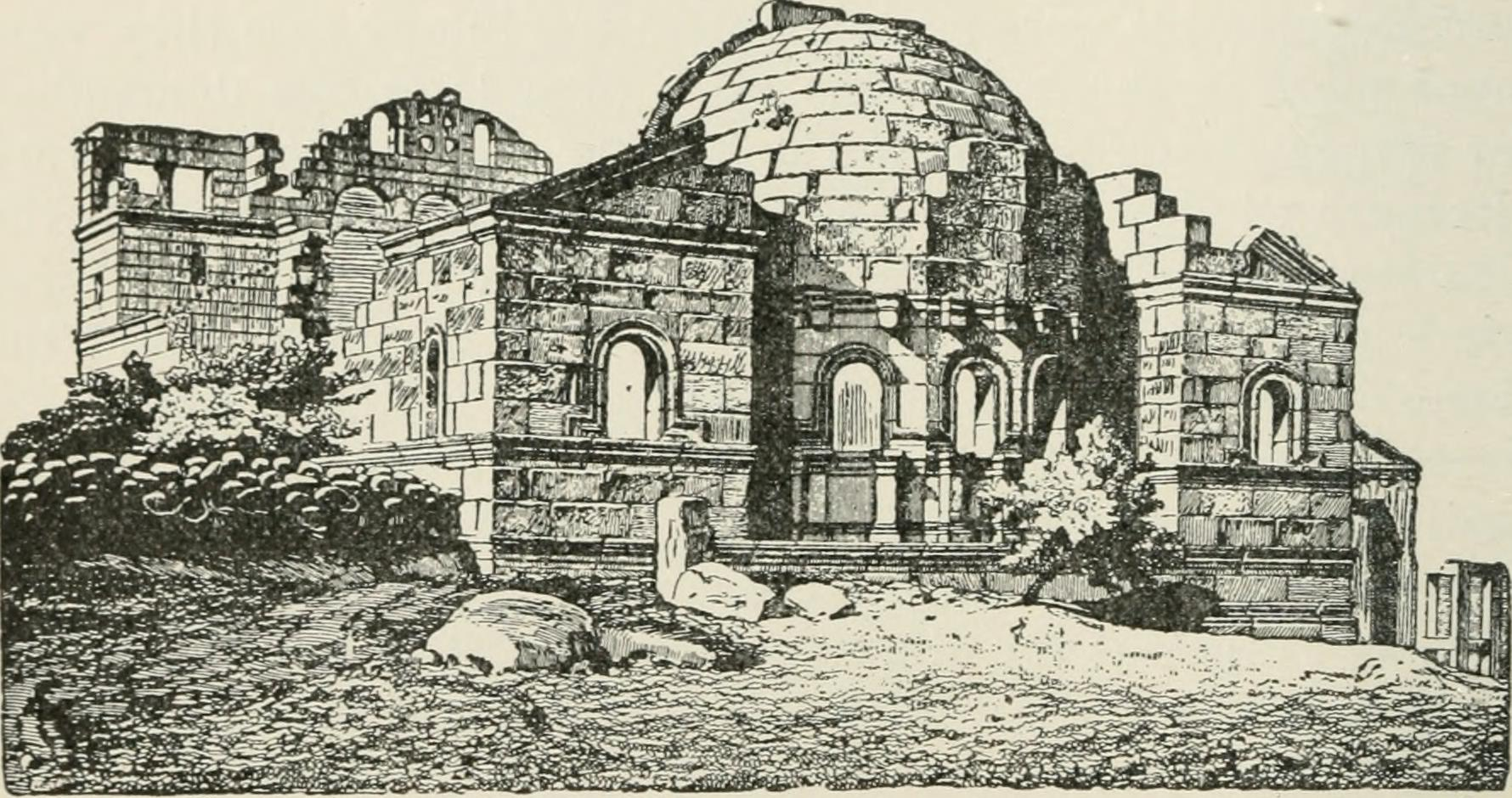
Východní strana s apsidou, 1901

Nejvýznamnější stavbou Deir Turmaninu byla bazilika z konce 5. století. století, která sehrála důležitou roli ve vývoji syrské církevní architektury. Když toto místo navštívil kolem roku 1900 Howard Crosby Butler v rámci expedice americké Princetonské univerzity, nenašel z ní už téměř žádné ruiny. Poznatky o tomto kostele vycházejí z popisu Melchiora de Vogüé, který budovu v 60. letech 19. století našel v téměř úplně zachovalém stavu. Neexistují žádné spolehlivé zdroje o tom, co se mezitím s kostelem stalo. Kostel spolu se širokou arkádovou bazilikou Qalb Loze, která byla dokončena o několik let dříve (kolem roku 470), a největším poutním kostelem Qal'at Sim'an (Simeonův klášter), který jimi byl ovlivněn, patřil do severní jádrové oblasti, která byla pro rozvoj syrské církevní architektury klíčová.
Trojlodní bazilika měla v každé řadě šest sloupů, které nesly oblé arkády Minimálně jedna ze sloupových hlavic na klenbě měla svým svislým kosočtvercovým vzorem a kotlíkovitým obrysem připomínat košík s ovocem. Přechody nahoře a dole byly provedeny pomocí pletenců. Tento typ košové hlavice je pravděpodobně mezopotámského původu. Arkády byly zakončeny opěrnými pilastry na západní vstupní straně i na vítězném oblouku apsidy. .
Zatímco kulatá apsida v zachovalém kostele Qalb Loze volně vyčnívá z východní stěny, v Deir Termaninu byla mezi bočními pravoúhlými prostory apsidy uzavřena velmi zřídka se vyskytující polygonální (pentagonální) apsida. Takové rizalitově vyčnívající boční prostory apsid existovaly ve stejné době také ve Focasově kostele v Basufanu. Pro tři velké chrámy, Qalb Loze, Deir Turmanin a Qal'at Sim'an, jsou typické sloupy na vnější stěně apsidy mezi okny, které podpíraly římsu. Sloupy v těchto objektech plnily dekorativní i statickou funkci. Některé menší kostely toto uspořádání sloupů vědomě napodobují, i když se to zdá poněkud vyumělkované a nedává to architektonicky smysl. Příkladem je kulatá apsida u jižního kostela z Bankusy a bazilika (severní kostel) Deir Seta, ve které se dokonce objevilo dvanáct malých sloupků na rovné východní stěně. Oba jsou v oblasti Džebel Bariša.
Severní boční prostora u apsidy byla s boční lodí spojena obloukovým průchodem, což svědčí o její funkci martyria (relikviáře); jižní boční místnost sloužila duchovenstvu jako diakonie a byla přístupná pouze dveřmi z boční lodi. Kostel měl dva vchody na severní a jižní podélné straně a další portál uprostřed západního štítového zakončení. Před ním byla postavena trojdílná předsíň, nad střechami bočních lodí se zvedaly boční věže. Takto velkolepě řešené dvouvěžové průčelí měly v oblasti Zaniklých sídel pouze Qalb Loze a Bizzosův chrám v obci Ruweiha na jihu Džebel Zawija. Pro oblast Hauran je dvouvěžové průčelí považováno za jisté na zaniklém pětilodním kostele v As-Suwaida, o některých dalších kostelech se pouze spekuluje. Mimo Sýrii je Deir Turmanin uváděn jako vzor pro baziliku v Jereruku v severní Arménii, která byla postavena pravděpodobně v 6. století.
Reprezentativní dvojice věží na průčelích kostelů jsou variací základní myšlenky, kterou lze vysledovat až od chetitského palácového stylu hilani přes řeckořímské chrámové a palácové fasády v regionu. Dvojvěžové průčelí se pak plně rozvinulo v evropském románském období.